# Вычислительная механика
Вычисли́тельная меха́ника — раздел механики сплошных сред, в котором строятся конечномерные модели сплошных сред, используется компьютерное моделирование и численные методы для решения задач механики деформируемого твёрдого тела и механики жидкостей.
Широко развитая часть вычислительной механики — вычислительная гидродинамика.